# 帕尼城
帕尼城（法語：Pagny-la-Ville，法語發音：[paɲi la vil]）是法国科多尔省的一个市镇，位于该省东南部，索恩河左岸，属于博讷区。

## 地理
帕尼城（47°3'46"N, 5°10'28"E）面积6.73 平方千米，位于法国勃艮第-弗朗什-孔泰大區科多尔省，该省份为法国中东部省份，北起奥布省，西接涅夫勒省和约讷省，南至索恩-卢瓦尔省，东南接汝拉省，东临上索恩省，东北部与上马恩省接壤。
与帕尼城接壤的市镇（或旧市镇、城区）包括：博南孔特尔、尚布朗、埃巴尔、拉布吕耶尔、勒沙特莱、帕尼堡。

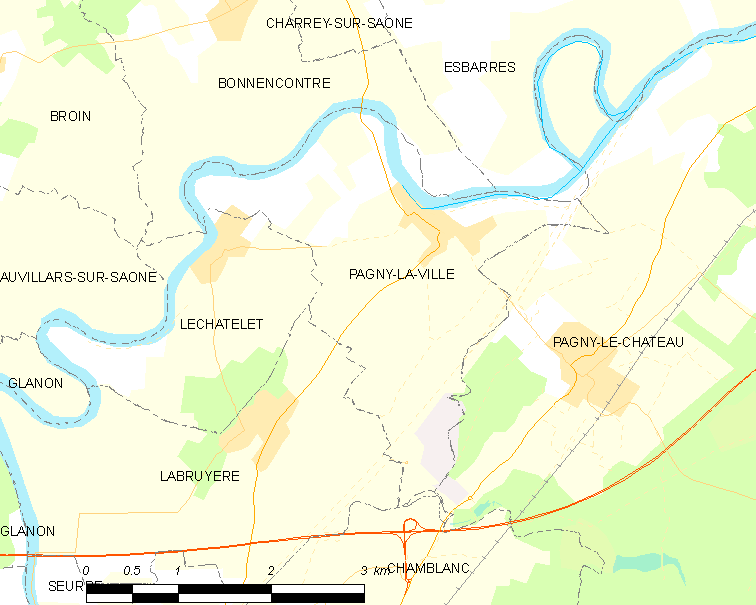
帕尼城的OSM定位图

帕尼城的时区为UTC+01:00、UTC+02:00（夏令时）。

## 行政
帕尼城的邮政编码为21250，INSEE市镇编码为21474。

## 政治
帕尼城所属的省级选区为布拉泽昂普莱讷县。

## 人口

1962-2008年间帕尼城人口变化图示

帕尼城于2022年1月1日时的人口数量为413人。